# Ernst von Redern
Ernst von Redern (* 9. August 1835 in Wansdorf; † 20. Juni 1900 in Charlottenburg) war ein preußischer Generalleutnant.

## Leben

### Familie
Er stammte aus dem märkischen Uradelsgeschlecht von Redern und war das fünfte Kind des preußischen Majors Karl von Redern (* 1. September 1784; † 24. März 1858) und dessen Ehefrau Charlotte Guretzky, geboren von Kornitz (* 16. Januar 1793; † 21. August 1835). Der Generalleutnant Hermann von Redern war sein Bruder.
Er heiratete 1859 in Berlin Anna Unzelmann von Fransecky. Ihr gemeinsamer Sohn Erich von Redern (1861–1937) wurde ebenfalls Generalleutnant.

### Werdegang
Redern trat am 1. Mai 1855 als Sekondeleutnant in das Garde-Reserve-Infanterie-Regiment der Preußischen Armee ein. Von Juni bis August 1859 diente er beim mobilen II. Bataillon (Breslau) des 3. Garde-Landwehr-Regiments. Am 12. November 1861 avancierte er zum Premierleutnant. Im Deutsch-Dänischen Krieg 1864 hatte er die Funktion eines Kompanieführers beim III. Bataillon des 2. Garde-Landwehr-Regiment. Im Deutschen Krieg nahm er an den Schlachten von Soor, Könighof und Königgrätz teil und erhielt den Roten Adlerorden IV. Klasse mit Schwertern. Seine Beförderung zum Hauptmann und Kompaniechef erfolgte am 30. Oktober 1866. Vom 20. Juli 1870 bis 23. März 1871 war Redern Kompanieführer beim mobilen III. Bataillon (Cottbus) des 2. Garde-Landwehr-Regiments.
Im Krieg gegen Frankreich 1870/71 nahm Redern an den Belagerungen von Straßburg, Paris und Mont Valérien teil und erhielt das Eiserne Kreuz II. Klasse. Im Juni 1875 war er überzähliger Major, im August desselben Jahres ältester Hauptmann und wechselte schließlich als Stabsoffizier zum 4. Garde-Grenadier-Regiment. Ab dem 28. Juli 1877 war er Führer des Füsilier-Bataillons, avancierte am 16. September 1881 zum Oberstleutnant und stieg Mitte November 1883 zum etatsmäßigen Stabsoffizier auf. Man beauftragte ihn dann am 13. Mai 1886 zunächst mit der Führung des Westfälischen Füsilier-Regiments Nr. 37 und ernannte Redern am 15. Mai 1886 unter Beförderung zum Oberst zum Regimentskommandeur. Am 22. Mai 1889 wurde Redern zum Generalmajor und Kommandeur der 8. Infanterie-Brigade befördert. Im Folgejahr, am 24. März wurde er Kommandeur der 70. Infanterie-Brigade. Am 9. Juni 1891 wurde Redern zu den Offizieren der Armee versetzt und am 20. Juni desselben Jahres unter Verleihung des Charakters als Generalleutnant mit Pension zur Disposition gestellt.